# Ford Taurus (Cina)
La Ford Taurus (chiamata anche Changan Ford Taurus) è un'autovettura prodotta dal 2015 dalla casa automobilistica statunitense Ford attraverso la joint venture con la Changan Ford in Cina.

## Descrizione

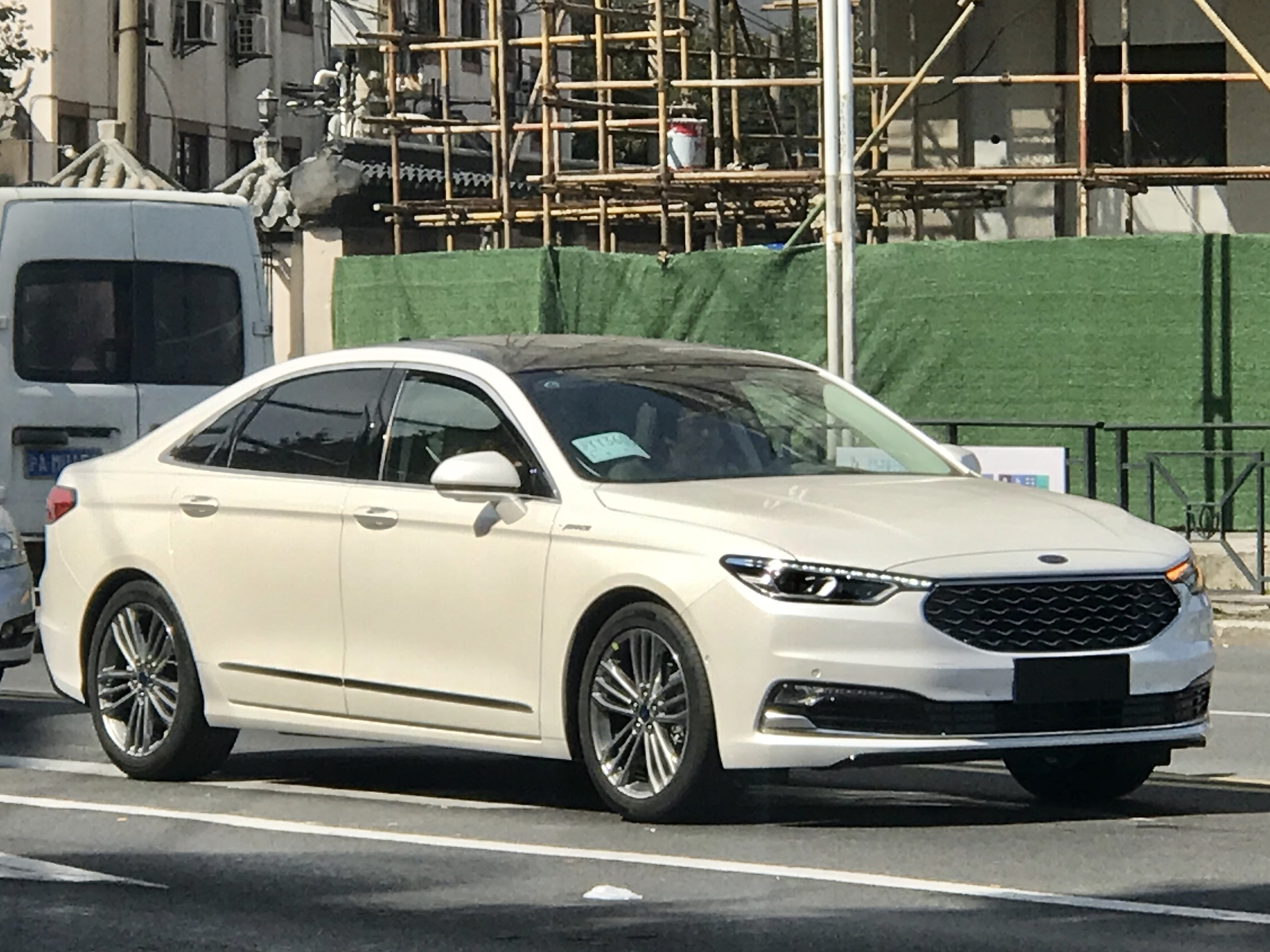
Anteriore di Ford Taurus restyling

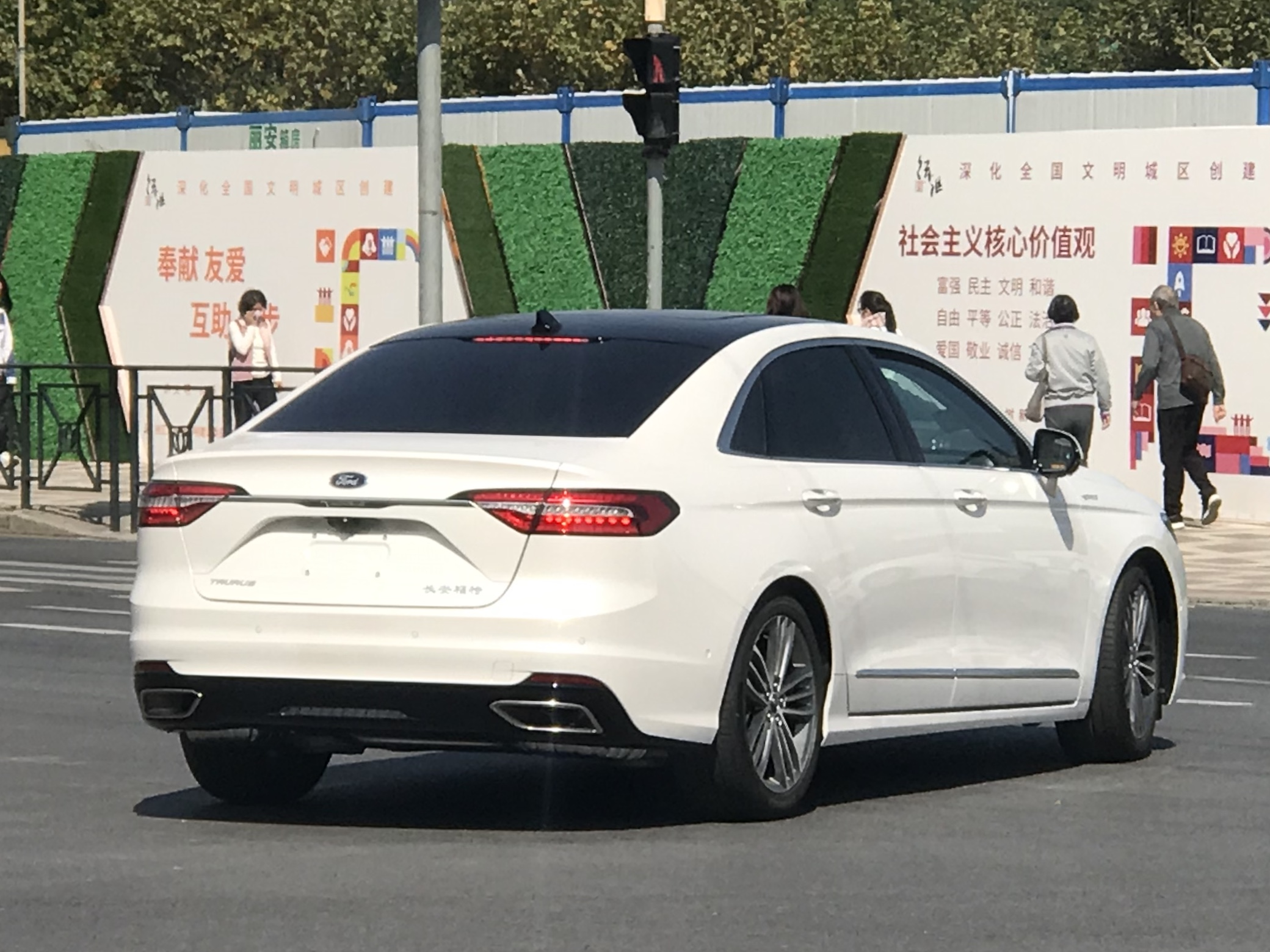
Retro di una Taurus restyling

Prodotto dalla joint venture Changan-Ford nello stabilimento di Hangzhou, la vettura, che inizialmente era stata pensata per il solo mercato cinese, è stata poi da fine 2020 esportata anche in Medio Oriente, in sostituzione della Taurus prodotta in America. Infatti rispetto a quest'ultima, la vettura è completamente diversa e ne riprende solo il nome.
La Ford Taurus è realizzata sulla piattaforma Ford CD4 con passo maggiorato, la stessa della coeva Ford Fusion/Mondeo e della Lincoln Continental, rendendo la Taurus la berlina più grande venduta da Ford nel mercato cinese. Pur avendo un design simile alla Mondeo, la Taurus è stata totalmente ridisegnata, con una linea del tetto posteriore molto più bassa e spiovente.
Al lancio, erano disponibili due motorizzazioni turbobenzina della famiglia EcoBoost: un 4 cilindri in linea da 2,0 litri con 245 CV e 350 Nm e un V6 da 2,7 litri con 325 CV e 475 Nm. Nel 2016 è stata introdotta una motorizzazione da 1,5 litri a 4 cilindri turbocompressa da 180 CV. L'unica trasmissione disponibile è un cambio automatico a 6 velocità.
La vettura è stata sottoposta  nell'agosto 2019 ad un restyling, caratterizzato da modifiche al design concentrate soprattutto nel frontale e nella parte posteriore; inoltre viene montato un nuovo propulsore turbo da 2,0 litri con 245 CV e 390 Nm accoppiato a una trasmissione automatica a 8 velocità.